# Barbara Lorsheijd
Barbara Lorsheijd (Den Haag, 26 maart 1991) is een Nederlands voetbalster die als doelvrouw voor ADO Den Haag speelt.

## Carrière
Lorsheijd begon in de F-jes bij sv Loosduinen. Ze vertrok daarna naar een andere club uit de stad Den Haag, namelijk SOA (nu Wateringse Veld). Haar vader en oudste broer voetbalden ook bij die club. Samen met haar tweelingbroer Sander ging ze spelen bij GDA, waar ze ook geselecteerd werd voor de jeugdselecties van het Nederlands Elftal.
In de zomer van 2007 vertrok ze op 16-jarige leeftijd naar ADO Den Haag om mee te gaan doen in de nieuwe Eredivisie voor vrouwen. In de eerste twee seizoenen was ze verzekerd van een basisplaats, maar na de komst van Petra Dugardein in seizoen drie verdween Lorsheijd naar het tweede plan. In seizoen 2011/12 was Lorsheijd eerste keus onder de lat en werd ze kampioen met de ploeg.

## Erelijst
ADO Den Haag
- Landskampioen: 1

2011/12
- KNVB beker: 2

2011/12, 2012/13
- BeNe Women's Super Cup: 1

2012/13

## Statistieken
| Seizoen | Club            | Land      | Competitie | Wedstrijden | Doelpunten |
| ------- | --------------- | --------- | ---------- | ----------- | ---------- |
| 2007/08 | ADO Den Haag    | Nederland | Eredivisie | 17          | 0          |
| 2008/09 | ADO Den Haag    | Nederland | Eredivisie | 19          | 0          |
| 2009/10 | ADO Den Haag    | Nederland | Eredivisie | 3           | 0          |
| 2010/11 | ADO Den Haag    | Nederland | Eredivisie | 4           | 0          |
| 2011/12 | ADO Den Haag    | Nederland | Eredivisie | 17          | 0          |
| 2012/13 | ADO Den Haag    | Nederland | Eredivisie | 27          | 0          |
| 2013/14 | ADO Den Haag    | Nederland | Eredivisie | 25          | 0          |
| 2014/15 | SC Telstar VVNH | Nederland | Eredivisie | 18          | 0          |
| 2015/16 | vv Alkmaar      | Nederland | Eredivisie | 20          | 0          |
| 2016/17 | FC Twente       | Nederland | Eredivisie | 19          | 0          |
| 2017/18 | ADO Den Haag    | Nederland | Eredivisie | 22          | 0          |
| 2018/19 | ADO Den Haag    | Nederland | Eredivisie | 23          | 0          |
| 2019/20 | ADO Den Haag    | Nederland | Eredivisie | 12          | 0          |
| 2020/21 | ADO Den Haag    | Nederland | Eredivisie | 20          | 0          |
| 2021/22 | ADO Den Haag    | Nederland | Eredivisie | 24          | 0          |
| 2022/23 | ADO Den Haag    | Nederland | Eredivisie | 20          | 0          |
| 2023/24 | ADO Den Haag    | Nederland | Eredivisie | 14          | 0          |
| Totaal  | Totaal          | Totaal    | Totaal     | 268         | 0          |

Bijgewerkt op 5 feb 2024